# Colònia de Sarawak
La colònia de Sarawak fou un territori britànic derivat del regne de Sarawak. L'Assemblea local va aprovar la cessió negociada amb el raja Charles Vyner Brooke, tot i l'oposició del príncep hereu (vegeu Regne de Sarawak).
Després de la formació de la República Popular de la Xina el 1949, la ideologia del maoisme va començar a penetrar en les escoles xineses a Sarawak. El primer grup comunista a Sarawak es va formar en 1951, amb els seus orígens en l'Escola Mitjana Hua Chung (Kuching). El grup va ser succeït per la Lliga d'Alliberament de Sarawak (SLL) el 1954. Les seves activitats s'estengueren des de les escoles als sindicats i als agricultors. Es van concentrar principalment en les regions del sud i central de Sarawak. També va penetrar amb èxit en un partit polític anomenat el Partit Unit dels Pobles de Sarawak (SUPP). El SLL va tractar de formar un estat comunista a Sarawak per mitjans constitucionals, però durant el període de confrontació (iniciat el 1962), es va recórrer a la lluita armada contra el govern. Weng Min Chyuan i Bong Kee Chok eren els dos líders més notables de la SLL.
Des del 1957 la colònia va gaudir d'un govern propi, amb l'establiment d'un governador i la creació de dos consells indígenes.
El 27 de maig de 1961, Tunku Abdul Rahman, el primer ministre de la Federació de Malàisia, va anunciar un pla per formar una gran federació juntament amb Singapur, Sarawak, Sabah i Brunei, que es diria Malàisia. Aquest pla va provocar que els líders locals de Sarawak desconfiessin de les intencions de Tunku en vista de la gran disparitat en el desenvolupament socioeconòmic entre Malàisia i els estats de Borneo. Hi havia un temor general que sense una forta institució política, els estats de Borneo serien sotmesos a la colonització de Malaia. Per tant, a Sarawak van sorgir diversos partits polítics per protegir els interessos de les comunitats que representaven. El 1961 es va crear el Sarawak National Party (SNP), dirigit pel datuk Stephen Kalong Ningkan, partidari de la independència o de federar-se amb Malàisia, alhora que els indonesis començaven a reivindicar el territori com a Kalimantan Nord. A l'oposició també es formà el Sarawak National Action Party.
El 17 de gener de 1962, es va formar la Comissió Cobbold per mesurar el suport de Sarawak i Sabah a la federació proposta. Entre febrer i abril de 1962, la comissió va reunir més de 4.000 persones i va rebre 2.200 memoràndums de diversos grups. La Comissió va informar que el suport estava dividit entre la població de Borneo. No obstant això, Tunku va interpretar les figures com el suport del 80 per cent a favor de la federació. El 1962 el territori va rebre un sistema de govern ministerial i més autonomia. Sarawak va proposar un memoràndum de 18 punts per protegir els seus interessos en la federació. El 26 de setembre de 1962, del Consell de Sarawak Negri (moderna Assemblea Legislativa de l'estat de Sarawak) va aprovar una resolució que donava suport a la federació amb la condició que els interessos del poble de Sarawak no es veiessin afectats. El 23 d'octubre de 1962, cinc partits polítics a Sarawak van formar un front unit que va donar suport a la formació de Malàisia.
La federació de Malàisia havia provocat l'oposició de les Filipines, Indonèsia, el Partit Popular de Brunei i els grups comunistes basats a Sarawak. Filipines i Indonèsia van afirmar que els britànics volien actuar com a "neocolonialistes" dels estats de Borneo a través de la federació. Per la seva banda, A. M. Azahari, líder del Partit Popular de Brunei, va instigar la revolta al desembre de 1962 per evitar que Brunei s'unís a la Federació de Malàisia. Azahari va prendre Limbang i Bekenu abans de ser derrotat per les forces militars britàniques enviades des de Singapur. Afirmant que la revolta de Brunei era una evidència sòlida de l'oposició a la Federació de Malàisia, el president d'Indonèsia, Sukarno va ordenar una confrontació militar amb Malàisia, l'enviament de voluntaris armats i després forces militars a Sarawak, que va esdevenir un punt de conflicte durant la confrontació Indonèsia-Malàisia entre 1962 i 1966. L'enfrontament va guanyar poc suport a Sarawak excepció dels comunistes. Milers de membres comunistes de Sarawak van entrar al Kalimantan (Borneo d'Indonèsia) i es van sotmetre a entrenament amb el Partit Comunista d'Indonèsia. Durant l'enfrontament, al voltant de 10.000 a 150.000 soldats britànics van estar estacionats a Sarawak, juntament amb les tropes d'Austràlia i Nova Zelanda.
A la colònia de Sarawak se li va concedir oficialment l'autonomia el 22 de juliol de 1963, i va formar la Federació de Malàisia amb Malaia, Borneo del Nord i Singapur el 16 de setembre de 1963.
Quan Suharto va reemplaçar a Sukarno com a president d'Indonèsia (1965), es van reiniciar les negociacions entre Malàisia i Indonèsia, que va portar al final de la confrontació l'11 d'agost de 1966. El 1967 es va signar un nou acord que requeria que qualsevol persona que desitgés travessar la frontera entre Sarawak i Kalimantan ho fes per un fronterer recolzat en els llocs de control establerts.
Després d'això, el govern de Sarawak va començar a reubicar assentaments de vilatans xinesos vigilant la seguretat al llarg de la carretera Kuching-Serien per evitar que els comunistes d'aconseguir suport material als vilatans. El Partit Comunista del Kalimantan del Nord (NKCP) (també conegut com a Organització Comunista Clandestina (CCO) a les fonts governamentals) es va constituir formalment el 1970. El 1973, Bong Kee Chok es va rendir al primer ministre Abdul Rahman Yakub; això va reduir significativament la força del partit comunista. No obstant això, Weng Min Chyuan, que havia dirigit el CCO des de la Xina a partir de mitjans de la dècada de 1960, va cridar a la lluita armada contra el govern, que a partir de 1974 va continuar en el Rajang Delta. El 1989 el Partit Comunista Malai (MCP) va signar un acord de pau amb el govern de Malàisia. Això va fer que el NKCP reobrís les negociacions amb el govern de Sarawak, que va donar lloc a un acord de pau el 17 d'octubre de 1990. La pau va ser restaurada en Sarawak després que l'últim grup d'uns 50 guerrillers comunistes va deposar les armes.

## Governadors[1]
- 1946 - 1949 Sir Charles Noble Arden-Clarke
- 1949 Duncan George Stewart
- 1949 - 1950 Christopher William Dawson (interí)
- 1950 - 1959 Anthony Foster Abell (des de l'1 de gener de 1952, Sir Anthony Foster Abell)
- 1960 - 1963 Sir Alexander Nicol Anton Waddell